# Wolfgang Groos

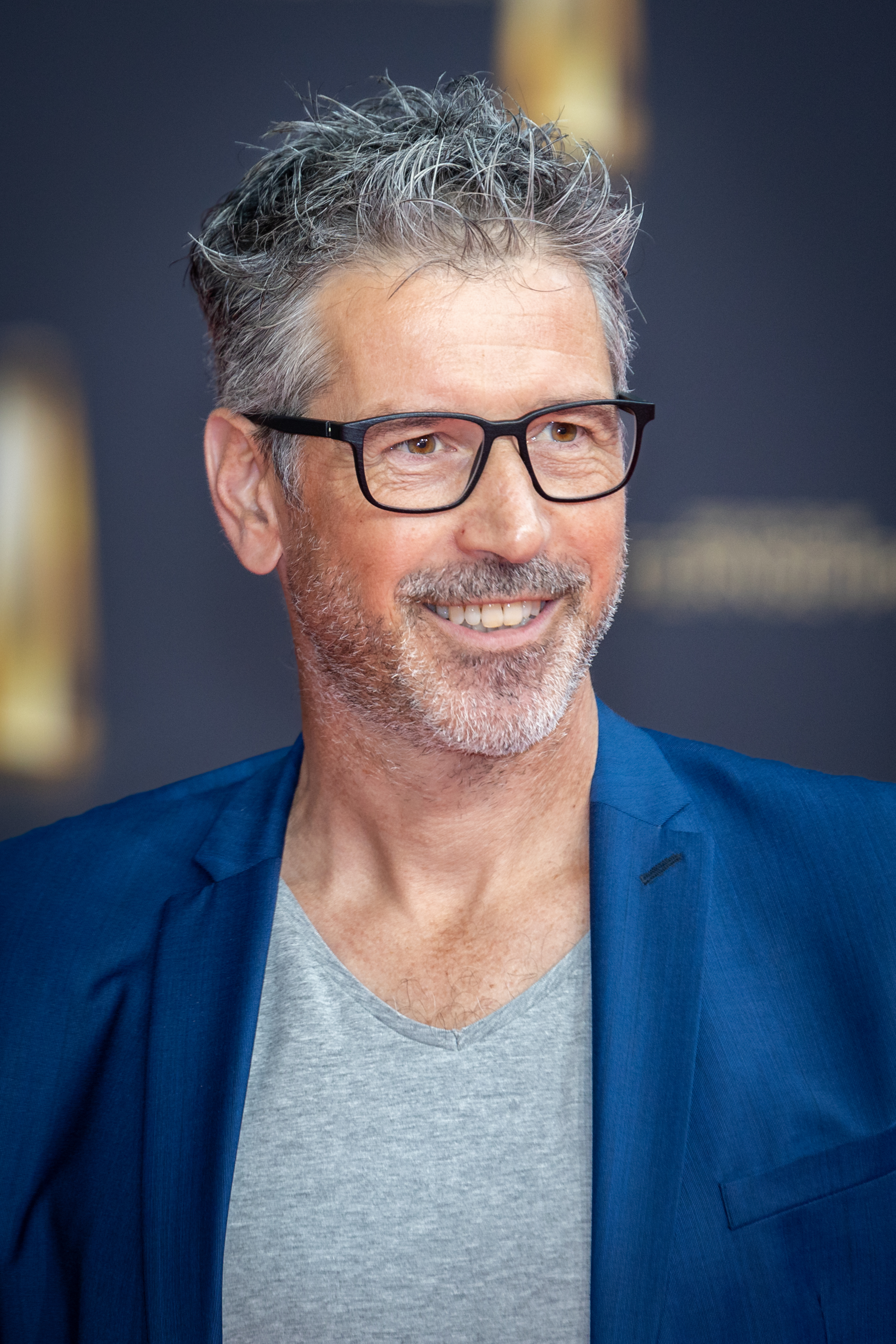
Wolfgang Groos (2022)

Wolfgang Groos (geboren am 22. April 1968 in Kassel) ist ein deutscher Filmregisseur, der vor allem Kinder- und Jugendfilme dreht.

## Leben
Wolfgang Groos wurde 1968 in Kassel geboren und arbeitete von 1993 bis 2004 als Aufnahmeleiter und Regieassistent bei mehreren Filmproduktionen, darunter bei den Filmen Rennschwein Rudi Rüssel von Peter Timm, Fandango von Matthias Glasner (2000), Der Felsen von Dominik Graf (2002), Das fliegende Klassenzimmer von Tomy Wigand (2003,) und Napola von Dennis Gansel (2004). 2003 studierte er an der Deutschen Film- und Fernsehakademie Berlin (dffb) mit dem Studienziel „Producer“. Mit seinem ersten eigenen Kurzfilm Wenn zwei sich streiten (2004) wurde Groos beim Internationalen Filmfestival Mexiko mit dem Kritikerpreis ausgezeichnet.
2005 führte Wolfgang Groos bei einigen Folgen der Fernsehserie Freunde für immer und ab 2007 bis 2009 für die Fernsehserie Rennschwein Rudi Rüssel Regie. Sein erster Spielfilm war Hangtime – Kein leichtes Spiel im Jahr 2009, 2010 folgte Vorstadtkrokodile 3 und 2012 Die Vampirschwestern. Die nächsten Filme sind Systemfehler – Wenn Inge tanzt (2013), Die Vampirschwestern 2 (2014) und Rico, Oskar und das Herzgebreche (2015). Im Jahr 2016 erschien Robbi, Tobbi und das Fliewatüüt. Mit Hexe Lilli rettet Weihnachten kam sein neuester Kinofilm im November 2017 in die Kinos.

## Filmografie (Auswahl)
- 2004: Wenn zwei sich streiten

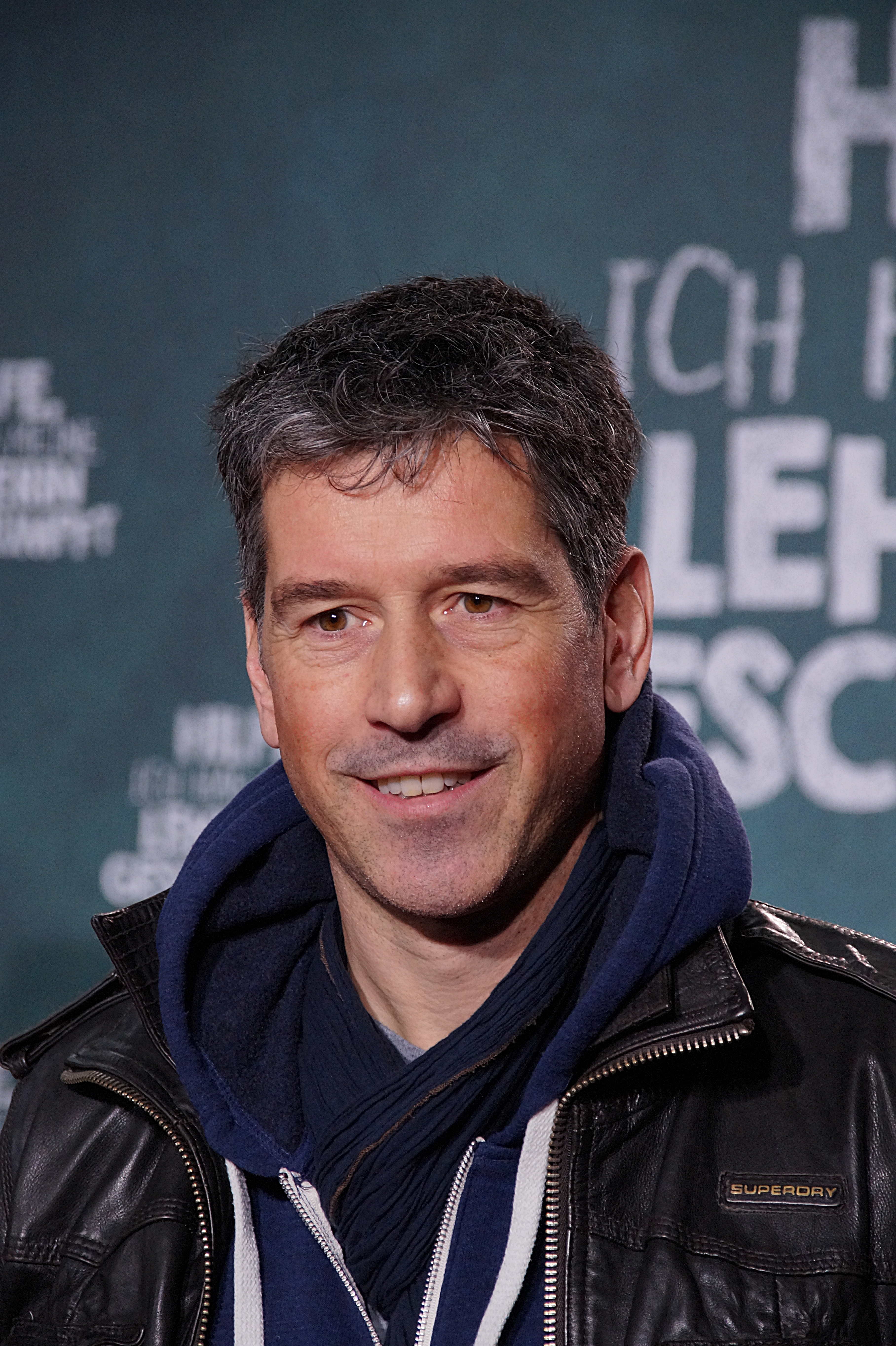
Wolfgang Groos (2015)

- 2006: Freunde für immer – Das Leben ist rund (3 Folgen)
- 2008–2010: Rennschwein Rudi Rüssel (18 Folgen)
- 2009: Hangtime – Kein leichtes Spiel
- 2011: Vorstadtkrokodile 3
- 2012: Die Vampirschwestern
- 2013: Systemfehler – Wenn Inge tanzt
- 2014: Die Vampirschwestern 2 – Fledermäuse im Bauch
- 2015: Rico, Oskar und das Herzgebreche
- 2016: Robbi, Tobbi und das Fliewatüüt
- 2017: Hexe Lilli rettet Weihnachten
- 2018: Pastewka (mehrere Folgen)
- 2018: Kalte Füße
- 2020: Enkel für Anfänger
- 2021: Mein Freund das Ekel (3 Folgen)
- 2021: Faking Hitler (Miniserie)
- 2023: Enkel für Fortgeschrittene
- 2024: Wo wir sind, ist oben (4 Folgen)